# Mużeń
Mużeń (450 m) – wzniesienie na północny wschód od Nowego Sącza, pomiędzy jego przedmieściami a wsią Piątkowa. Na szczycie stoi telewizyjna stacja retransmisyjna. Z góry rozciągają się widoki na Kotlinę Sądecką oraz Beskid Sądecki i częściowo na Beskid Niski, a przy dobrej pogodzie również Tatry i Gorce. U podnóża góry leży osiedle Chruślice.
Mużeń znajduje się w paśmie granicznym między Pogórzem Rożnowskim a Beskidem Niskim. Jerzy Kondracki w swoim podziale fizycznogeograficznym Polski jest niekonsekwentny w stosunku do tego wzniesienia. Na załączonej mapce zaliczył go wyraźnie do Beskidu Niskiego, ale wymienia i opisuje w rozdziale Pogórze Rożnowskie.
Na południowych stokach Mużenia krzyżują się szlaki turystyczne:
  Nowy Sącz PKP – Mużeń – Rosochatka – Jaworze – Krzyżówka
 Kamionka Wielka – Kunów – Falkowa – Mużeń – Januszowa – Librantowa – Klimkówka – Dąbrowska Góra.

## Linki zewnętrzne

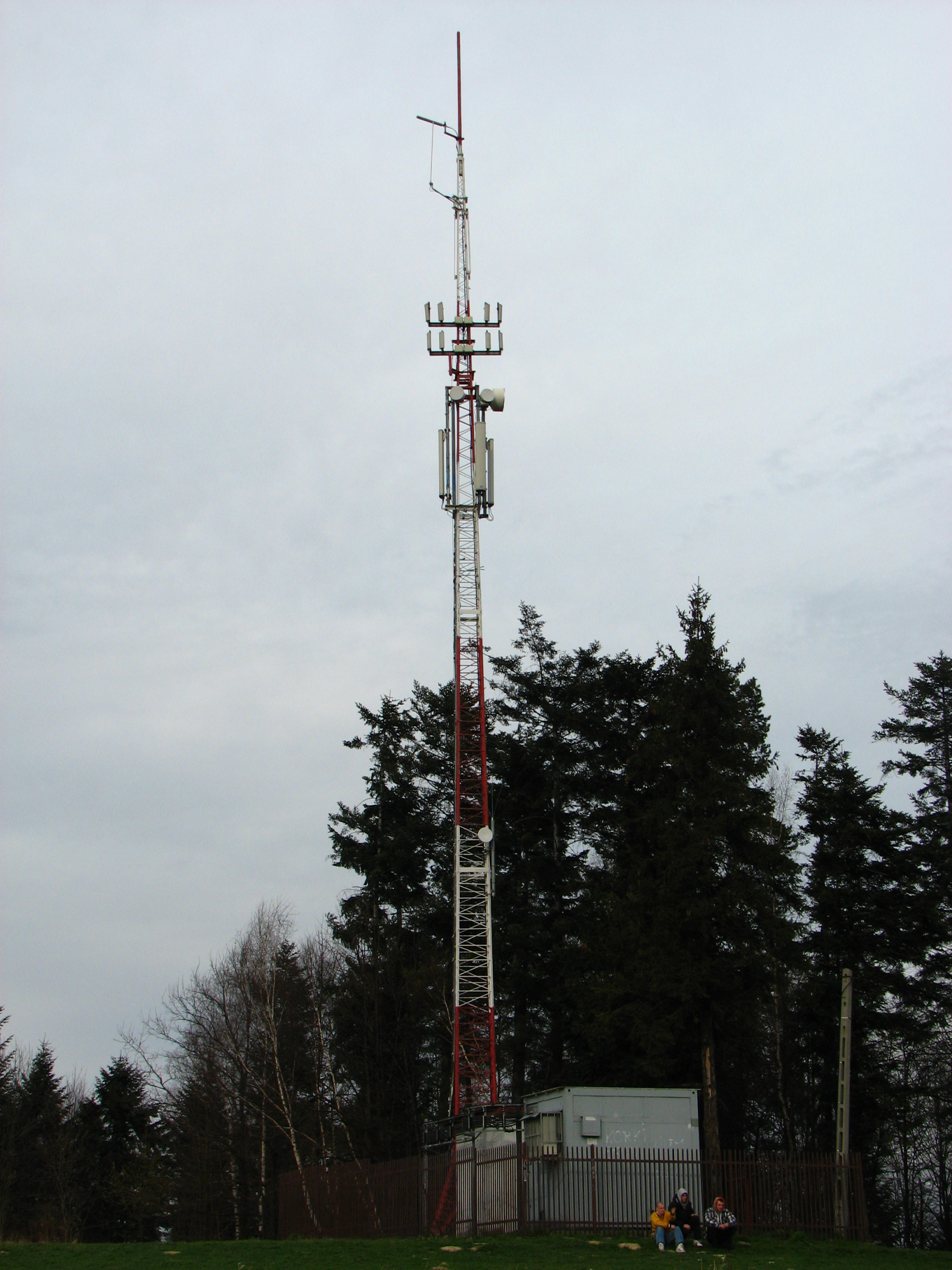
Maszt antenowy na szczycie

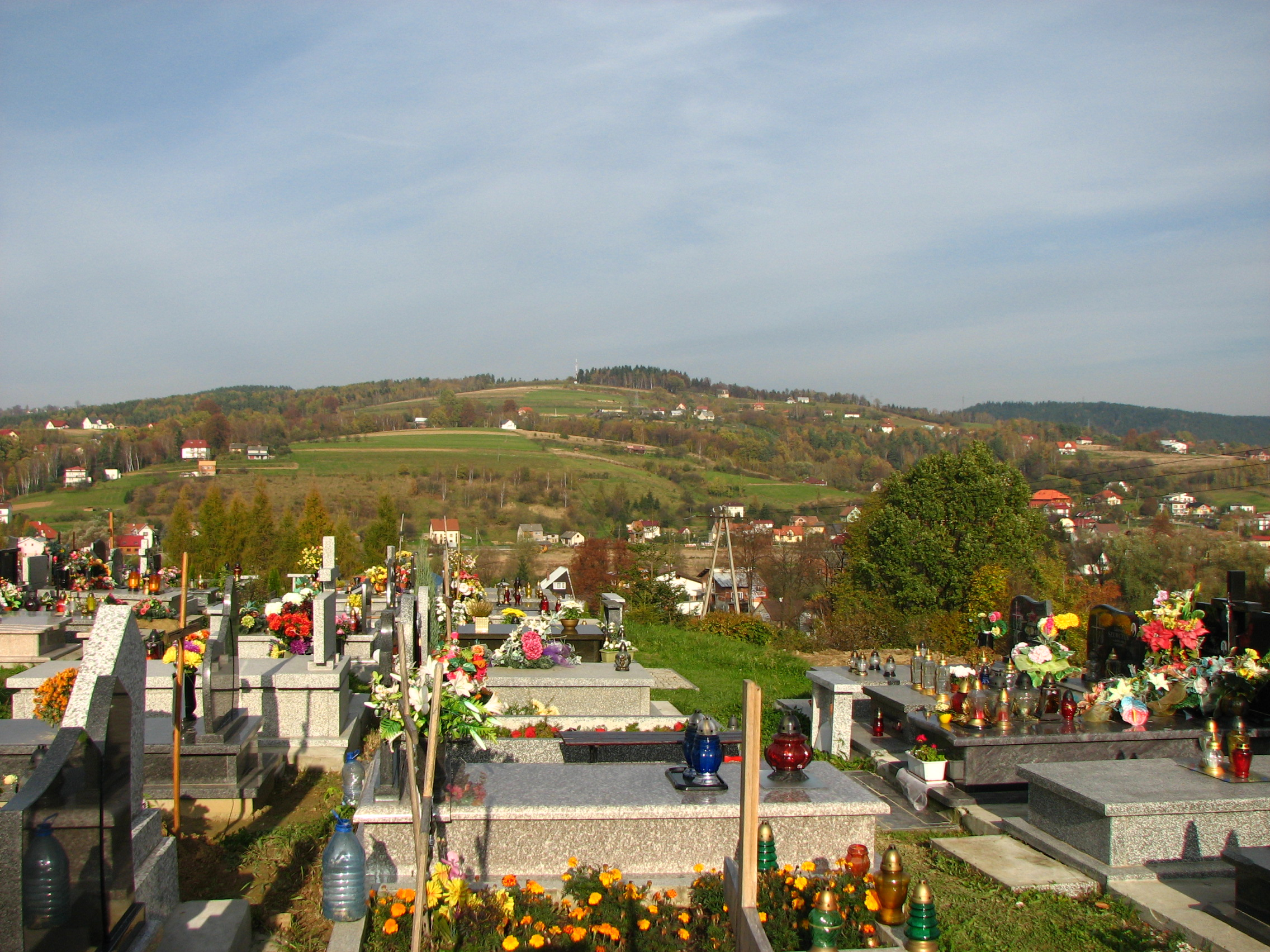
Mużeń – widok z cmentarza na Gołąbkowicach w Nowym Sączu

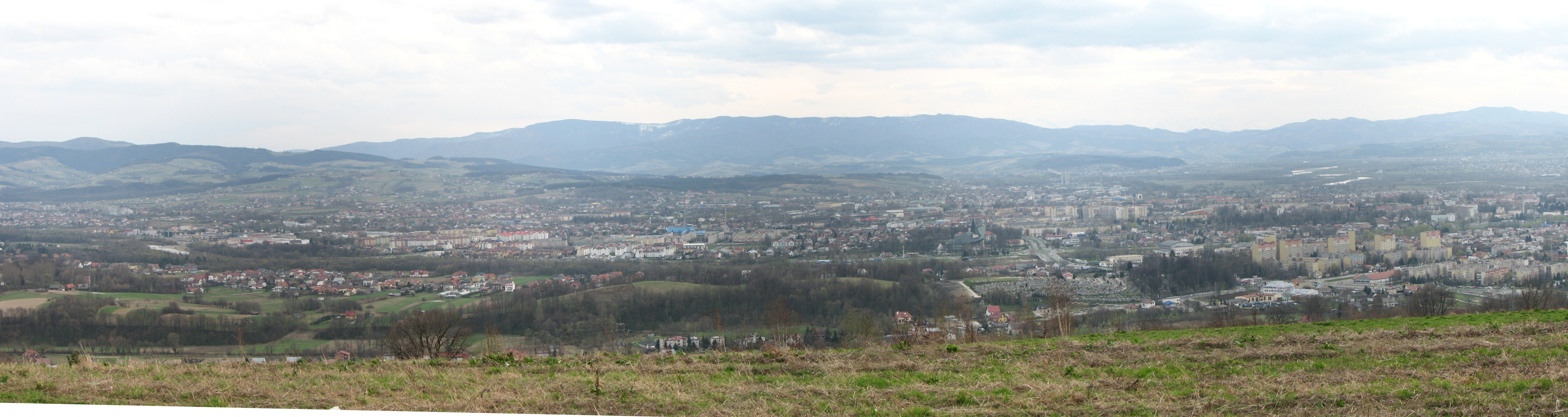
Panorama Nowego Sącza ze szczytu